# Dazai Oszamu
Dazai Oszamu (太宰 治; Hepburn: Osamu Dazai; Kanagi, 1909. június 19. – Tokió, 1948. június 13.), Dazai, valódi nevén Cusima Súdzsi (japánul: 津島修治, Hepburn-átírással: Tsushima Shūji), japán prózaíró, a 20. századi japán irodalom egyik legnagyobb hatású elbeszélője.

## Élete

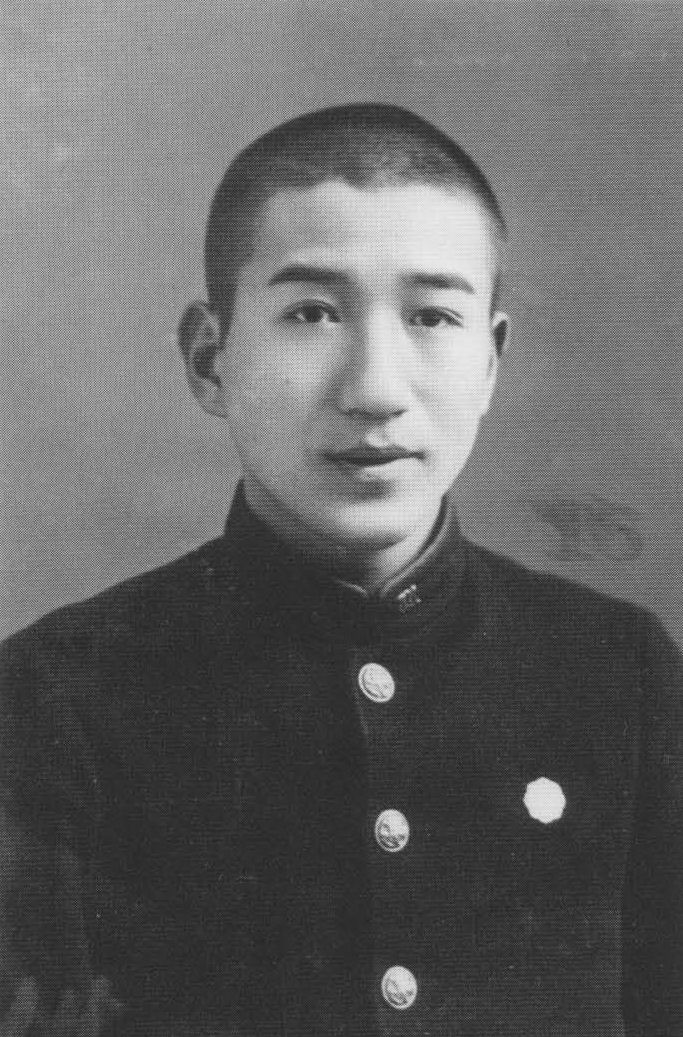
Középiskolás korában

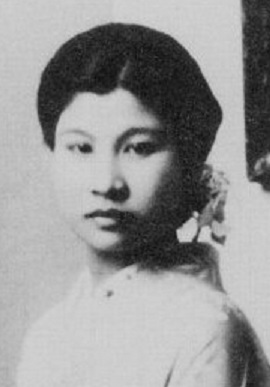
Második felesége, Isihara Micsiko, 1939-ben Kófuban házasodtak össze.

Gazdag földbirtokos fiaként született Aomori prefektúra Kanagi városában, Cusima Súdzsi （津島修治）néven, a család 10. gyermekeként. Mivel apja Cusima Genemon (津島源右衛門), a Felsőház tagjaként gyakran volt távol, és anyja, Kie　（キヱ） pedig 10 gyermek világra hozása után sokat betegeskedett, többnyire cselédek nevelték. A szolgálók közül különösen a 15 éves cselédlány, Csikamura Take (férjes nevén Kosino Take) volt jelentős hatással a fiatal Súdzsire. Ő kezdte el megtanítani írni, és Take történet felolvasásai által kezdett megismerkedni a mesék, az irodalom világával. A szolgálólány és Súdzsi között szinte anya és fia kötelék alakult ki, ami egész élete során elkísérte, és jól érzékelhető későbbi Cugaru (1944) című művében.
Tanulmányait a Kanagi Általános Iskolában kezdte, onnan az Aomori Középiskolába, majd a Hiroszaki Felsőbb Iskolába (kótógakkó, 高等学校) került. Miközben az iskolában kitűnő eredményekkel büszkélkedhetett (különösen angolból és fogalmazásból volt jó,) szabadidejében sokat olvasott, diákújságokba írt, barátaival irodalmi folyóiratot szerkesztett (Sejt művészet 細胞文藝, 1928), nyilvánosházakat látogatott. Baloldali politikai aktivistákkal ismerkedett meg, s ez, valamint bálványának, Akutagava Rjúnoszukénak 1927-es öngyilkossága vezetett első öngyilkossági kísérletéhez 1929-ben, aminek valószínűleg a bűntudat is oka volt, amiért „rossz” társadalmi osztályba született.
1930-tól, annak ellenére hogy nem tudott franciául, a Tokiói Császári Egyetem francia irodalom szakára jelentkezett, és felvételt is nyert, de végül több év halasztás után sem tudta elvégezni, majd végül 1935-ben otthagyta az egyetemet. A francia irodalom szakra való jelentkezését később az ott tanító Tacuno Jutaka （辰野隆）iránti tisztelettel magyarázta. Még két évig kacérkodott földalatti mozgalmakkal, majd a hatóságok egyre erélyesebb fellépése és családi nyomás következtében nyilvánosan szakított velük. Második öngyilkossági kísérletére hallgató korában került sor, egy ginzai csaposlánnyal Tanabe Simekoval (田辺シメ子), a kamakurai tengerparton. Amikor másnap reggel megtalálta őket egy halász, ő még élt de, a lány már nem. Hamarosan összeházasodott, majd összeköltözött egy gésával, Hacujoval（小山初代） akit még Aomoriból ismert. Családja ekkoriban kitagadta, de utóbb visszafogadták.
1933-ban vette fel a Dazai Oszamu álnevet, amit az Utolsó évek (晩年1936) című művében használt először és utána folyamatosan használta élete végéig. A neves író, Ibusze Maszudzsi pártfogásával és segítségével egyre több írása jelent meg, ismertsége nőttön-nőtt. 1935-ben rendezik meg az első Akutagava-díjat, amelynek elnyerésére Dazai műve is esélyes volt, de végül Kavabata Jaszunari kritikája miatt, másodikként végzett. Az Akutagava-díj meg nem kapása nagy traumát jelentett neki, amit sokáig hordozott, többször utal rá műveiben.1935-ben megpróbálta felakasztani magát, mivel nem vették fel egy újsághoz, illetve mivel újból megbukott az egyetemen. 1935-ben előrehaladott hashártyagyulladást diagnosztizálnak nála, azonnal kórházba szállították és megműtötték. A műtét sikeres volt, de az operáció és a lábadozás során fájdalomcsillapítóként használt morfium rabja lett, aminek következtében barátai és a család javaslatára elmegyógyintézetbe kellett vonulnia kezelésre. Ekkor értesült arról, hogy felesége Hacujo megcsalja egyik legjobb barátjával. Rábeszélte a lányt, hogy kövessenek el páros öngyilkosságot (erről ír az Ubaszute 姥捨て című művében), de ez egyiküknek sem sikerült, szétváltak. Különféle megpróbáltatások közepette kitartóan írt tovább. 1939-ben, Ibusze Maszudzsi közvetítésével feleségül vette Isihara Micsikót　（石原美智子）, egy kófui (甲府) középiskolai tanárnőt,. 1941-ben született első lányuk, Szonoko, majd 1944-ben megszületett Down-kóros fiuk, Maszaki (1960-ban meghalt). A háború alatt is alkotott, 1945-re már ünnepelt írónak számított. Az amerikai bombázások alatt tokiói házuk megrongálódott, és először Kofuba, majd szülőfalujába Kanagiba menekült, ahol 1945 teléig tartózkodott. 1947-ben megismerkedett Óta Sizukóval （太田静子） akivel közelebbi kapcsolatba kerül, majd közös gyermekük is születik (Ota Haruko 太田治子). Ugyancsak 1947-ben született házasságon belüli harmadik gyermeke, Szatoko, a későbbi neves írónő, Cusima Júko. Hamarosan viszonyt kezdett egy hadiözvegy írónő-fodrásznővel, Jamazaki Tomével (山崎冨栄). 1948 tavaszán éppen az Aszahi simbun-nak írt folytatásos közlésre egy kisregényt Gutto bai („Good-bye”) címmel, amikor egy nap (június 13.) Tomiével belevetette magát a háza közelében található Tamagava folyóba. Ezúttal végre sikerült leráznia a mindig is terhesnek tartott élet nyűgét: holttestét éppen a 39. születésnapján, 1948. június 19-én találták meg.

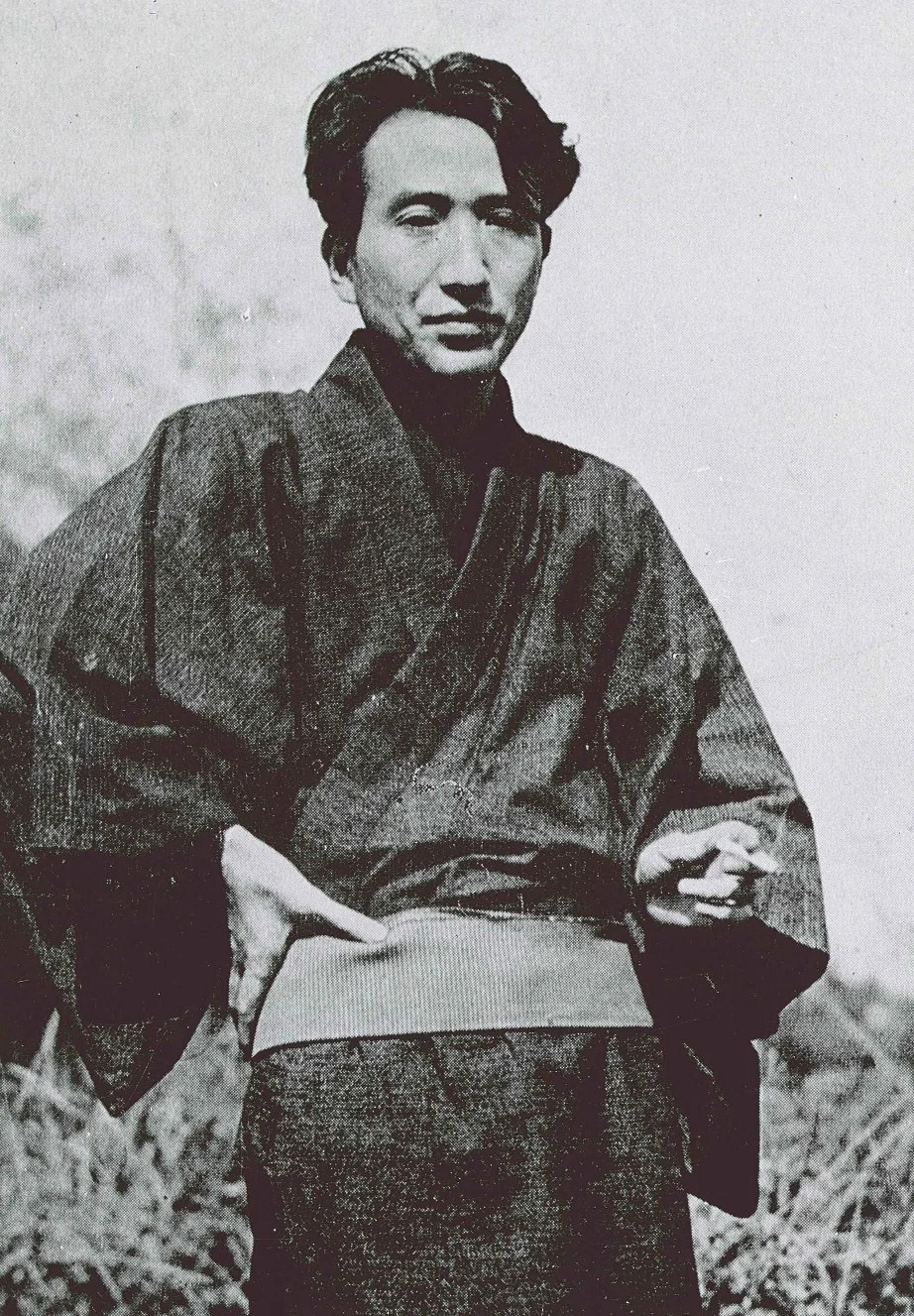
A tokiói Mitakában, ahol öngyilkos lett, s ahol ma nyugszik

## Művészete
Sok regényében első szám első személyben írt, a modern japán „énregény” (vatakusi sószecu　私小説) követelményeinek megfelelő vallomásos modorban, s szinte minden írása önéletrajzi jellegű: hősei ugyanolyan kallódó arisztokraták, morfinisták és egoisták, mint ő maga. Kedvelt előadásmódja a napló, a riportázs, a levél, a monológ. Műveiben újra meg újra színpadra állítja, közszemlére teszi, körüljárja az élet abszurditását. Stílusa hajlékonyan vált pátoszból humorba, melodrámából komédiába, elmélyültből könnyed hangvételbe. Hatalmas szókincsében jól megfér egymással ünnepélyesség és kollokvializmus, egzotikum és szleng, idegen szavak és a gyermeki gügyögés. Életműve azért hódít még ma is (különösen a fiatalok körében), mert süt belőle a nyelv szeretete és őszintén, éles látásmóddal ír a fiatalság problémáiról. Kultikus író, szülőháza búcsújáró hely, életművével külön folyóirat foglalkozik.
Az énregényei mellett különös figyelmet érdemelnek még az adaptációi, amelyek során más, japán vagy külföldi írók műveit dolgozza át sajátos bőbeszédű, csapongó, néha humoros stílusában. Ilyen művei például az egyik kedvenc történelmi személyéről, Minamoto no Szanetomóról szóló Szanetomo főminiszter (Udaidzsin Szanetomo 右大臣実朝 1943), vagy Ihara Szaikaku adaptációja a Sinsakusokokubanasi (新釈諸国噺 1945).
Művészetét három szakaszra, elsőre (soki, 初期, 1933-1939), középsőre (csúki, 中期 1939-1946), és későire (kóki, 後期 1946-1948), lehet osztani.
Az első szakaszt, melyet a fiatal, egyetemista korabeli műveitől, vagy a Bannen (晩年1936) novella-gyűjteménytől számítunk, a meglévő formák elleni elkeseredett küzdelem, a feltörésre való vágy és ezzel együtt egyfajta borongós, lemondó hangulat jellemez. Ezt a lemondást jelképezi első könyvének a Bannennek (Utolsó évek) címe is, ami arra utal, hogy már az utolsó éveit éli, ami kifejezetten furcsa egy fiatal feltörekvő írótól. Annak ellenére, hogy a Bannenben megjelent Gjakkó (逆行, 1936) című művével jelölik az elsőként megrendezett Akutagava-díjra, ezt a korszakot még az ismeretlenség és az el nem ismertség határozza meg. Az első korszak végéhez közeledve (részben a morfium függőség miatt) művei egyre absztraktabbá, néhol zavarossá válnak. Ekkor publikálja az olyan műveit, mint például az elmegyógyintézetbeli életről szóló HUMAN LOST (1937), amelyet az aforizmusokkal teli, töredékes forma jellemez.
A középső szakaszt 1939-es második házasságától, magánéletének rendeződésének időszakától számítjuk. Ekkor Kófu városba költözik, ahol a házasélet megnövekedett felelőssége következtében is, elkezd komolyan foglalkozni az írással, mint hivatásos író. Ezen korszakának jellemzője a letisztult, gyakran Dazai-féle sajátos humorral tűzdelt forma. Éles megfigyelőképessége mutatkozik meg az olyan Kófuban készült műveiben, mint a Fugaku Hjakkei (A Fudzsi száz látképe, 富嶽百景, 1939) vagy az I can speak (1939). Továbbá, kifejeződik szatirikus humora az olyan történetekben, mint a Hifu to kokoro (Bőr és lélek, 皮膚と心, 1939), vagy a Csikukendan (Kutya történet,畜犬談,1939). Ebben a korszakában írta legtöbb klasszikus adaptációját: ekkor készült el egy ókori görög történetből és egy Schiller versből, a híres manapság minden japán ember által ismert Hasire Meroszu (Fuss Melosz!, 走れメロス, 1940), a sok mindenkit megnevettető Otogizósi (Tündérmesék, 御伽草子,1941), a kitűnő adaptációs képességeit bizonyító Onna no kettó (Női párbaj,女の決闘, 1940), vagy bálványáról Minamoto no Szanetomoról írt Udaidzsin Szanetomo (Szanetomo főminiszter, 右大臣実朝,1943). Ez a korszak 1939-es Micsikóval kötött házasságától egészen a háborút követő 1946-os évig tart, és a többi korszakkal összevetve láthatjuk, hogy ekkor keletkezett a legtöbb műve. Nagyon fontos megjegyezni, hogy Dazai egy volt azon kevés író között, aki a második világháború közben művészetben politikától független tudott maradni, és egy olyan sötét korban mint ezek a háborús idők, folyamatosan alkotott, jobbnál-jobb remekműveket, ezzel fenntartva a modern japán irodalom hagyományát. Ez a folyamatos munkája hozhatta meg a gyümölcsét, hiszen a korszak vége felé közeledve egyre jobban kezdett felfigyelni rá a közvélemény, amit az 1945-ben kiadott Sinsakusokokubanasi többszöri kiadása is bizonyít.
A művészetének utolsó szakaszában már divatos író, karrierje a csúcspontjára ért. Ez azonban nem volt egyenlő számára a boldogsággal; a hírnévvel együtt megnövekedett kritika nagy terhet jelentett neki. Egyre jobban kezdett tartani az emberektől, egyfajta üldözései mániában kezdett szenvedni. Ez a lélekállapot tükröződik művészetén is, elbeszéléseinek hangulata elkezd emlékeztetni az első szakasz lemondó, borúlátó hangjára. Ekkor adja ki szeretője Óta Sizuko naplója és saját családjának története alapján megírt Hanyatló napot (Sajó, 斜陽1947), amellyel olyannyira berobban a köztudatba, hogy a regény Sajó (斜陽)　címéből származó Sajó-zoku (斜陽族) kifejezés divatos szóvá válik (jelentése: hanyatló gazdag család). 1948-ban halála évében utolsó műveként írja meg leghíresebb önéletrajzi regényét a Ningen-sikkakut (Többé nem ember, 人間失格, 1948), ami méltán a legismertebb Dazai regénnyé válik. A mű a főszereplő, Józó (葉蔵) életútját mutatja be, mely a kezdeti reménytelenségből, a végső megsemmisülésbe vezet.

## Fontosabb írásai
- Omoide (Emlék, elbeszélés 1936)
- Dzsoszeito (Iskoláslány, elbeszélés, 1939)
- Hasire Meroszu (Fuss, Melosz, elbeszélés, 1940)
- Onna no kettó (Női párbaj, 1940)
- Sin Hamuretto (Újmódi Hamlet, 1941)
- Udaidzsin Szanetomo ("Szanetomo főminiszter", elbeszélés, 1943)
- Otogizósi (Tündérmesék, 1945)
- Szekibecu (Fájó búcsú, 1945)
- Sinsakusokokubanasi (Országrészek történetei új értelmezésben, elbeszélés, 1945)
- Hanyatló nap (Sajó, kisregény, 1947)
- Villon felesége (Bijon no cuma, elbeszélés, 1947)
- Ningen Sikkaku (Többé nem ember, kisregény, 1948)
- Goodbye (Viszlát, 1948)

### Magyarul
- Villon felesége, in: Modern japán elbeszélők, Európa, 1967
- Dadzai Oszamu: Hanyatló nap. Regény; ford. Simonyi István; Európa, Budapest, 1987 ISBN 963-07-4391-4
- Többé nem ember; ford. Bagyó Johanna; Atlantic Press, Budapest, 2024

## Érdekességek
- Szülővárosában, Kanagiban (ma: Gosogavara) egy helyiérdekűt Hasire Meroszunak neveztek el 1940-es elbeszélése után.
- 2009-ben, 100. születésnapjára Japánban megfilmesítették a Hanyatló nap-ot és a Már nem is ember-t.
- A japán The Blue Hearts nevű kultuszegyüttes gitárosának, Masima Maszatosinak egyik szólószámát Dazai ihlette, említést is nyer benne neve, néhány tőle idézett sor után.[4]
- A Bungou Stray Dogs című anime egyik szereplőjét is róla mintázták. Például a történetben többször visszaköszön öngyilkos halálvágya.